# Cabera posteropuncta
Cabera posteropuncta là một loài bướm đêm trong họ Geometridae.